# Šišava
Šišava, Vlasotince (izvirno srbsko Шишава) je naselje v Srbiji, ki upravno spada pod Občino Vlasotince; slednja pa je del Jablaniškega upravnega okraja.

## Demografija
V naselju živi 870 polnoletnih prebivalcev, pri čemer je njihova povprečna starost 39,1 let (38,2 pri moških in 40,0 pri ženskah). Naselje ima 295 gospodinjstev, pri čemer je povprečno število članov na gospodinjstvo 3,81.
To naselje je, glede na rezultate popisa iz leta 2002, večinoma srbsko, a v času zadnjih 3 popisov je opazen porast števila prebivalcev.
|  |

| Demografija | Demografija     | Demografija     |
| Leto        | Št. prebivalcev | Št. prebivalcev |
| ----------- | --------------- | --------------- |
|             |                 |                 |
|             |                 |                 |
|             |                 |                 |
|             |                 |                 |
| 1948        | 1099            |                 |
| 1953        | 1117            |                 |
| 1961        | 1097            |                 |
| 1971        | 1076            |                 |
| 1981        | 1038            |                 |
| 1991        | 1057            | 1053            |
| 2002        | 1127            | 1125            |
|             |                 |                 |

| Etnična sestava po popisu iz leta 2002 | Etnična sestava po popisu iz leta 2002 | Etnična sestava po popisu iz leta 2002 | Etnična sestava po popisu iz leta 2002 | Etnična sestava po popisu iz leta 2002 |
| -------------------------------------- | -------------------------------------- | -------------------------------------- | -------------------------------------- | -------------------------------------- |
| Srbi                                   | Srbi                                   |                                        | 1.124                                  | 99,91%                                 |
| Neznano                                | Neznano                                |                                        | 0                                      | 0,0%                                   |